# نوقایی‌ها

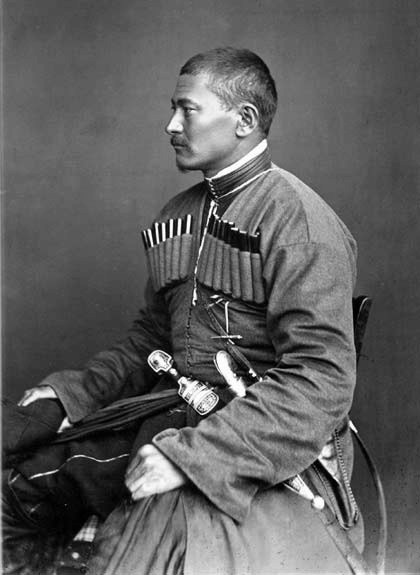
مرد نوقایی در سدۀ نوزدهم میلادی

مردم نوقایی (به انگلیسی: Nogais) یک گروه قومی ترک‌تبار است، که در جنوب روسیه اروپایی زندگی می‌کند. نوقایی‌ها به‌طور عمده در منطقۀ قفقاز شمالی ساکن هستند. بسیاری از آن‌ها در شمال داغستان و سرزمین استاوروپول، و همچنین در قره‌چای، چرکس، آستراخان و نیز در چچن زندگی می‌کنند. نوقایی‌ها را از فرزندان مغول و ترک قبایل مختلف منتسب می‌دانند که به زبانی ترکی‌تبار تکلم دارند. زبان نوقایی زبان رسمی آن‌هاست که ریشۀ ترکی دارد. مردمان نوقایی در گذشته به دو قسمت تقسیم شدند؛ یک گروه به رهبری یوسف میرزا و دیگری اسماعیل میرزا. یوسف میرزا به پشتیبانی از عثمانی در آن سرزمین حضور داشت. اما برادرش اسماعیل میرزا که با روس‌ها متحد بود، خود را تحت حاکمیت روسیه اعلام کرد.
در سدۀ نوزدهم میلادی شمار زیادی از افراد این قوم به مناطق مختلف کوچ کردند. شماری به رومانی و ترکیه رفته برخی نیز در روسیه و قفقاز سکنی گزیدند. آن‌هایی که در ترکیه بودند به دلیل سیاست تک‌زبانی ترکیه و همگون سازی بتریج ترک‌زبان شدند و زبان نوقایی امروزه تنها میان افراد سالخورده نوقایی در ترکیه مورد استفاده است. در سال ۱۹۷۳ شماری از روزنامه‌ها و جراید در قفقاز به‌زبان نوقایی نوشته و چاپ شد اما به دلیل دورافتاده بودن نواحی نوقایی‌زبان معمولاً این نوشته‌ها آنجا به‌دست‌شان نمی‌رسید. هم‌اکنون شمار گویشوران این زبان را حدود ۹۰ تا ۱۱۰ هزار تن می‌دانند.

## پیشینه
نام نوقا از نام نوقاخان نوۀ چنگیز خان مغول ریشه گرفته‌است. نوقایی‌ها اقوام بیابانگردی بودند که در سدۀ سیزدهم میلادی کنترل نواحی رود دانوب را بدست گرفتند. بعدها در منطقۀ دریای سیاه حوالی اوکراین امروزی مستقر شدند.

## زبان مردمان نوقایی
زبان نوقایی از زبان‌های ترکی‌تبار رایج در کشور روسیه است که در جنوب غرب روسیه و به ویژه در منطقۀ کاراچای-چرکسیا حدود ۹۰ هزار تن گویشور دارد. گویشوران این زبان از تیره‌های تاتار هستند و به این زبان که گونه‌ای از ترکی قبچاقی به‌شمار می‌رود تکلم می‌کنند. خط مورد استفاده برای نگارش این زبان خطوط عربی و سیریلیک است. پس از اینکه مدت‌ها از خطی وام گرفته از فارسی-عربی برای نگارش این زبان استفاده می‌شد. این خط چند نشانۀ اضافی داشت که برای نوشتن آواهای نوقایی مناسب گردد.